# Armoriale delle città metropolitane italiane
Questa pagina contiene le armi (stemmi e blasonature) delle città metropolitane italiane.
| Stemma | Città metropolitana e blasonatura      | Gonfalone e/o bandiera |
| ------ | -------------------------------------- | ---------------------- |
|        | Città metropolitana di Bari            |                        |
|        | Città metropolitana di Bologna         |                        |
|        | Città metropolitana di Cagliari        |                        |
|        | Città metropolitana di Catania         |                        |
|        | Città metropolitana di Firenze         |                        |
|        | Città metropolitana di Genova          |                        |
|        | Città metropolitana di Messina         |                        |
|        | Città metropolitana di Milano          |                        |
|        | Città metropolitana di Napoli          |                        |
|        | Città metropolitana di Palermo         |                        |
|        | Città metropolitana di Reggio Calabria |                        |
|        | Città metropolitana di Roma Capitale   |                        |
|        | Città metropolitana di Sassari         |                        |
|        | Città metropolitana di Torino          |                        |
|        | Città metropolitana di Venezia         |                        |